# Dominicas de la Presentación de la Santísima Virgen
La Congregación de las Hermanas de la Caridad Dominicas de la Presentación de la Santísima Virgen (oficialmente en latín: Institutum Sorores Dominicae Caritatis a Praesentatione Beatae Mariae Virginis) es un instituto religioso católico femenino, de vida apostólica y de derecho pontificio, fundado por la religiosa francesa Marie Poussepin, en Sainville, en 1696. A las religiosas de este instituto se les conoce también como Dominicas de la Presentación de la Santísima Virgen o simplemente como dominicas de la Presentación. Las mujeres miembros de este instituto posponen a sus nombres las siglas O.P.

## Historia

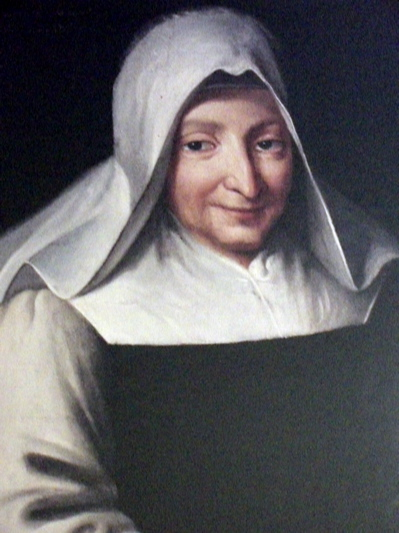
Marie Poussepin (1653-1744), fundadora de la congregación, es venerada como beata en la Iglesia católica.

La congregación fue fundada por la religiosa francesa Marie Poussepin (1653-1744), en 1696, en la ciudad de Sainville, en el Reino de Francia, durante el gobierno de Luis XIV, con el fin de ayudar a la pastoral parroquial, a través de las catequesis y educación de los niños y jóvenes y a la atención de los enfermos.
El instituto fue aprobado por Charles-François des Montiers de Mérinville, obispo de Chartres, como congregación de derecho diocesano, el 5 de marzo de 1738. Durante el tiempo de la Revolución francesa, la congregación fue suprimida y las religiosas fueron expulsadas de sus conventos. Terminado el periodo de persecución, restauraron el instituto, a partir de la comunidad de Janville-sur-Juine, el 21 de noviembre de 1803.
El instituto fue elevado a la categoría de congregación religiosa de derecho pontificio por el papa León XIII, mediante decretum laudis del 25 de julio de 1928. Finalmente fueron afiliadas a la Orden de los Predicadores el 15 de diciembre de 1959.
A través del tiempo, varias congregaciones se han fusionado con las dominicas de la Presentación, estas son: las Hermanas Hospitalarias de San Agustín (en año desconocido), fundadas por Marie de la Croix, en Chinon, en 1638; las Hijas de Santa Ana (en 1943), fundadas en Feugarolles, en 1929, por Marguerite-Adélaïde d'Imbert; las Hermanas de Nuestra Señora de la Presentación (1954), fundadas por Jean Joseph Proal, en Manosque, en 1818; y las Dominicas del Rosario (2004), fundadas en Rettel, en 1875, por Agnès Mathis des cinq plaies.

## Organización
La Congregación de las Dominicas de la Presentación de la Santísima Virgen es un instituto religioso de derecho pontificio, internacional y centralizado, cuyo gobierno es ejercido por una priora general. La sede central se encuentra en Roma (Italia).
Las dominicas de la Presentación se dedican a diferentes obras sociales y espirituales, especialmente a la atención de hospitales, clínicas, orfanatos, asilos para ancianos y escuelas. Estas religiosas visten un hábito compuesto por una túnica blanca y velo negro y forman parte de la familia dominica. En 2017, el instituto contaba con 2.106 religiosas y 288 comunidades, presentes en Antillas Neerlandesas, Argentina, Bolivia, Burkina Faso, Camerún, Chad, Chile, Colombia, Corea del Sur, Costa de Marfil, Cuba, Ecuador, El Salvador, España, Estados Unidos, Francia, Guatemala, India, Irak, Italia, Haití, Honduras, México, Nicaragua, Palestina, Panamá, Paraguay, Perú, Puerto Rico, Reino Unido, República Dominicana, Uruguay y Venezuela.